# MTV Video Music Awards de 2004
O MTV Video Music Awards de 2004 foi ao ar em 29 de agosto de 2004, premiando os melhores videoclipes lançados entre 10 de junho de 2003 e 30 de junho de 2004. A cerimônia aconteceu na American Airlines Arena Arena, em Miami, nos Estados Unidos, e, ao contrário dos anos anteriores, não teve nenhum apresentador. Foi também a primeira edição da premiação a ocorrer fora de Nova York e Los Angeles.

## Performances
| Artista                                 | Canção                                                                                | Apresentado por            |
| Pré-show                                | Pré-show                                                                              | Pré-show                   |
| --------------------------------------- | ------------------------------------------------------------------------------------- | -------------------------- |
| Jadakiss Anthony Hamilton               | "Why"                                                                                 | —                          |
| Ashlee Simpson                          | "Pieces of Me"                                                                        | —                          |
| New Found Glory                         | "All Downhill from Here"                                                              | —                          |
| Premiação                               |                                                                                       |                            |
| Usher Ludacris Lil Jon                  | "Confessions Part II" Yeah!"                                                          | Jennifer Lopez             |
| Jet                                     | "Are You Gonna Be My Girl"                                                            | Shakira                    |
| Hoobastank                              | "The Reason"                                                                          | Shakira                    |
| Yellowcard                              | "Ocean Avenue"                                                                        | Shakira                    |
| Kanye West Chaka Khan Syleena Johnson   | "Jesus Walks" "All Falls Down" (com Syleena Johnson e John Legend) "Through the Fire" | Marc Anthony               |
| Lil Jon The East Side Boyz              | "Get Low"                                                                             | Dave Chappelle             |
| Ying Yang Twins[A]                      | "Salt Shaker"                                                                         | —                          |
| Petey Pablo                             | "Freek-a-Leek"                                                                        | Dave Chappelle             |
| Terror Squad Fat Joe                    | "Lean Back"                                                                           | Dave Chappelle             |
| Jessica Simpson                         | "With You" Angels"                                                                    | Mary-Kate e Ashley Olsen   |
| Nelly Christina Aguilera                | "Tilt Ya Head Back"                                                                   | Xzibit Ludacris            |
| Alicia Keys Lenny Kravitz Stevie Wonder | "If I Ain't Got You" Higher Ground"                                                   | Christina Milian LL Cool J |
| The Polyphonic Spree                    | "Hold Me Now"                                                                         | Mandy Moore Marilyn Manson |
| OutKast                                 | "Prototype" "The Way You Move" "Ghetto Musick" "Hey Ya!"                              | John Mellencamp Amy Lee    |

## Vencedores e indicados
| Vídeo do Ano (apresentado por Gwyneth Paltrow) | Melhor Artista Revelação em Um Vídeo (apresentado por Ashlee Simpson e Tony Hawk) |
| --- | --- |
| - OutKast – "Hey Ya!" - D12 – "My Band" - Jay-Z – "99 Problems" - Britney Spears – "Toxic" - Usher (com part. de Ludacris e Lil Jon) – "Yeah!" | - Maroon 5 – "This Love" - The Darkness – "I Believe in a Thing Called Love" - Jet – "Are You Gonna Be My Girl" - JoJo – "Leave (Get Out)" - Kanye West (com part. de Syleena Johnson) – "All Falls Down" - Yellowcard – "Ocean Avenue" |
| Melhor Vídeo Masculino (apresentado por Christina Aguilera e Missy Elliott) | Melhor Vídeo Feminino (apresentado por Omarion e Eva Mendes) |
| - Usher (com part. de Ludacris e Lil Jon) – "Yeah!" - Jay-Z – "99 Problems" - Prince – "Musicology" - Justin Timberlake – "Señorita" - Kanye West (com part. de Syleena Johnson) – "All Falls Down" | - Beyoncé – "Naughty Girl" - Christina Aguilera – "The Voice Within" - Alicia Keys – "If I Ain't Got You" - Jessica Simpson – "With You" - Britney Spears – "Toxic" |
| Melhor Vídeo de Pop (apresentado por Will Smith e Shaquille O'Neal) | Melhor Vídeo de Rock (apresentado por Gwen Stefani e Owen Wilson) |
| - No Doubt – "It's My Life" - Hilary Duff – "Come Clean" - Avril Lavigne – "Don't Tell Me" - Jessica Simpson – "With You" - Britney Spears – "Toxic" | - Jet – "Are You Gonna Be My Girl" - The Darkness – "I Believe in a Thing Called Love" - Evanescence – "My Immortal" - Hoobastank – "The Reason" - Linkin Park – "Breaking the Habit" |
| Melhor Vídeo de R&B (apresentado por Lenny Kravitz e Naomi Campbell) | Melhor Vídeo de Rap (apresentado por Hilary Duff e Matthew Lillard) |
| - Alicia Keys – "If I Ain't Got You" - Beyoncé – "Me, Myself and I" - Brandy (com part. de Kanye West) – "Talk About Our Love" - R. Kelly – "Step in the Name of Love (Remix)" - Usher – "Burn" | - Jay-Z – "99 Problems" - 50 Cent (com part. de Snoop Dogg e G-Unit) – "P.I.M.P. (Remix)" - D12 – "My Band" - Lil Jon e The East Side Boyz (com part. de Ying Yang Twins) – "Get Low" - Ludacris (com part. de Shawnna) – "Stand Up" |
| Melhor Vídeo de Hip-Hop (apresentado por Jimmy Fallon, Queen Latifah e Wayne Coyne) | Melhor Vídeo de Dance (apresentado por P. Diddy e Mase) |
| - OutKast – "Hey Ya!" - The Black Eyed Peas – "Hey Mama" - Chingy (com part. de Ludacris e Snoop Dogg) – "Holidae Inn" - Nelly (com part. de P. Diddy e Murphy Lee) – "Shake Ya Tailfeather" - Kanye West (com part. de Syleena Johnson) – "All Falls Down"                                                                                                  | - Usher (com part. de Ludacris & Lil Jon) – "Yeah!" - Beyoncé – "Naughty Girl" - The Black Eyed Peas – "Hey Mama" - Missy Elliott – "I'm Really Hot" - Britney Spears – "Toxic" |
| Vídeo Inovador (apresentado por Kurt Loder e SuChin Pak) | Melhor Direção |
| - Franz Ferdinand – "Take Me Out" - Modest Mouse – "Float On" - Steriogram – "Walkie Talkie Man" - Kanye West (com part. de Syleena Johnson) – "All Falls Down" - The White Stripes – "The Hardest Button to Button" | - Jay-Z – "99 Problems" (Diretor: Mark Romanek) - No Doubt – "It's My Life" (Diretor: David LaChapelle) - OutKast – "Hey Ya!" (Diretor: Bryan Barber) - Steriogram – "Walkie Talkie Man" (Diretor: Michel Gondry) - The White Stripes – "The Hardest Button to Button" (Diretor: Michel Gondry) |
| Melhor Coreografia | Melhor Efeitos Especiais |
| - The Black Eyed Peas – "Hey Mama" (Coreógrafo: Fatima Robinson) - Beyoncé – "Naughty Girl" (Coreógrafos: Frank Gatson e LaVelle Smith Jnr) - Missy Elliott – "I'm Really Hot" (Coreógrafo: Hi-Hat) - Sean Paul – "Like Glue" (Coreógrafo: Tanisha Scott) - Usher (com part. de Ludacris e Lil Jon) – "Yeah!" (Coreógrafo: Devyne Stephens)                  | - OutKast – "Hey Ya!" (Efeitos Especiais: Elad Offer, Chris Eckardt e Money Shots) - Incubus – "Megalomaniac" (Efeitos Especiais: Jake Banks, Matt Marquis e Stardust Studios) - Modest Mouse – "Float On" (Efeitos Especiais: Christopher Mills e Revolver Film Company) - Steriogram – "Walkie Talkie Man" (Efeitos Especiais: Angus Kneale, Jamie Scott e The Mill) - The White Stripes – "The Hardest Button to Button" (Efeitos Especiais: Richard de Carteret, Angus Kneale e Dirk Greene) |
| Melhor Direção de Arte | Melhor Edição |
| - OutKast – "Hey Ya!" (Diretor de Arte: Eric Beauchamp) - Alicia Keys – "You Don't Know My Name" (Diretor de Arte: Rob Buono) - No Doubt – "It's My Life" (Diretor de Arte: Kristen Vallow) - Steriogram – "Walkie Talkie Man" (Diretor de Arte: Lauri Faggioni) - Yeah Yeah Yeahs – "Maps" (Diretor de Arte: Jeff Everett)                                  | - Jay-Z – "99 Problems" (Editor: Robert Duffy) - Jet – "Are You Gonna Be My Girl" (Editor: Megan Bee) - Simple Plan – "Perfect" (Editor: Declan Whitebloom) - The White Stripes – "The Hardest Button to Button" (Editores: Charlie Johnston, Geoff Hounsell e Andy Grieve) - Yeah Yeah Yeahs – "Maps" (Editor: Anthony Cerniello) |
| Melhor Cinematografia | Melhor Trilha Sonora de Videogame |
| - Jay-Z – "99 Problems" (Diretor de Fotografia: Joaquín Baca-Asay) - Christina Aguilera – "The Voice Within" (Diretor de Fotografia: Jeff Cronenweth) - Beyoncé – "Naughty Girl" (Diretor de Fotografia: James Hawkinson) - No Doubt – "It's My Life" (Diretor de Fotografia: Jeff Cronenweth) - Yeah Yeah Yeahs – "Maps" (Diretor de Fotografia: Shawn Kim) | - Tony Hawk's Underground (Activision) - Madden NFL 2004 (Electronic Arts) - Need for Speed: Underground (Electronic Arts) - SSX 3 (Electronic Arts) - True Crime: Streets of LA (Activision) |
| Prêmio MTV2 | Escolha do Público |
| - Yellowcard – "Ocean Avenue" - Elephant Man – "Pon Di River" - Franz Ferdinand – "Take Me Out" - Modest Mouse – "Float On" - Twista (com part. de Kanye West e Jamie Foxx) – "Slow Jamz" - Yeah Yeah Yeahs – "Maps" | - Linkin Park – "Breaking the Habit" - Christina Aguilera – "The Voice Within" - Good Charlotte – "Hold On" - Simple Plan – "Perfect" - Yellowcard – "Ocean Avenue" |